# Мартин, Пол Шульц

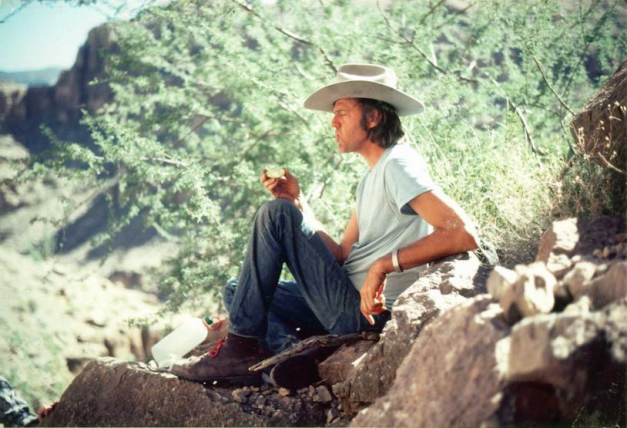
Пол Мартин ок. 1975 г. в пещере Рампарт в Большом каньоне, где обитал ленивец Шасты

Пол Шульц Мартин (1928 год, Аллентаун, штат Пенсильвания — 13 сентября 2010 года, Тусон, штат Аризона) — американский учёный, разработавший теорию о том, что вымирание крупных млекопитающих во всем мире в плейстоцене было вызвано чрезмерной охотой со стороны людей. Работа Мартина объединила области экологии, антропологии, наук о Земле и палеонтологии.
В 1953 году Мартин получил степень бакалавра по зоологии в Корнелльском университете. В 1953 и 1956 годах он завершил обучение в магистратуре и докторантуре Мичиганского университета, а затем продолжил постдокторские исследования в Йельском и Монреальском университетах. Ранние интересы Мартина охватывали орнитологию и герпетологию, и с 1948 по 1953 год он проводил обширные полевые исследования в Тамаулипасе, Мексика. Он опубликовал биогеографию птиц Сьерра-де-Тамаулипас и герпетофауну региона Гомес-Фариас в Тамаулипасе, последняя из которых считается «классическим трактатом по исторической биогеографии». Случай полиомиелита, которым Мартин заразился во время студенческой полевой работы в Мексике, заставил его опираться на трость, что ограничило, но не положило конец его полевой работе. Он присоединился к преподавательскому составу Университета Аризоны в 1957 году, сохранив свою должность (и продолжая сотрудничество и региональные полевые работы) в Лаборатории пустыни университета, когда он стал почетным профессором в 1989 году.

## Гипотеза о массовом истреблении

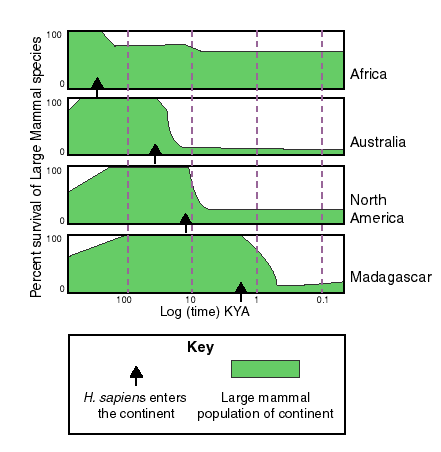
Описание Мартином асинхронных вымираний мегафауны как доказательства того, что основной причиной было появление недавно прибывших вооруженных людей.

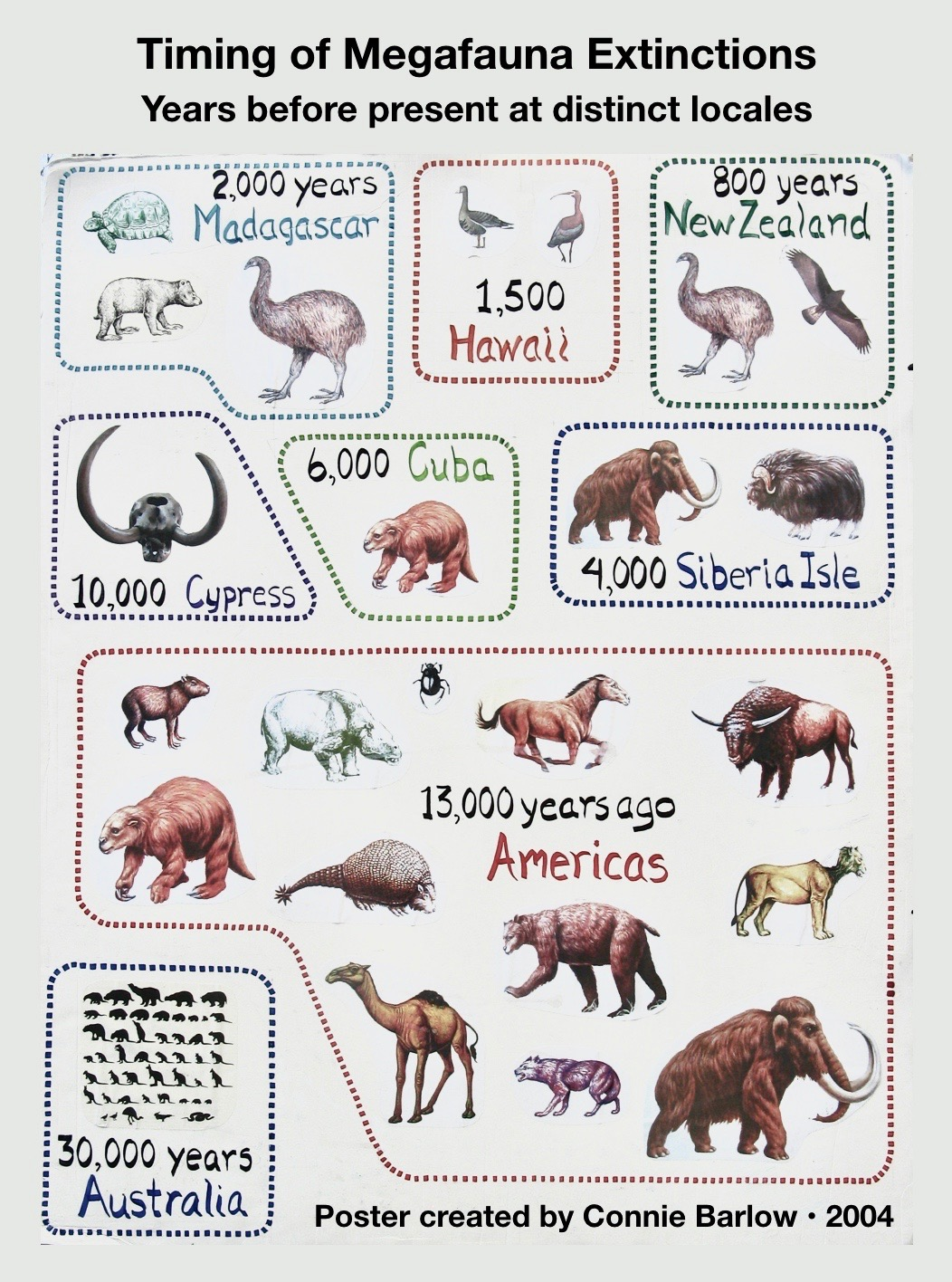
«Гипотеза массового уничтожения» Пола Мартина преобладает над климатической гипотезой, если рассматривать время вымирания мегафауны в разных местах, особенно в сочетании со временем первого прибытия людей.

Гипотеза массового уничтожения была предложена Полом Мартином в 1966 году в статье, опубликованной в журнале Nature. Мартин писал: «Хронология вымирания — сначала в Африке, затем в Америке, наконец, на Мадагаскаре — и интенсивность вымирания — умеренная в Африке, более тяжелая в Америке и чрезвычайно тяжелая на Мадагаскаре… кажутся явно связанными с распространением людей, их культурным развитием и уязвимостью фаун, с которыми они сталкивались».
Мартин предположил, что между 13 000 и 11 000 лет назад вновь прибывшие люди охотились на крупных млекопитающих Северной Америки ледникового периода, в том числе наземных ленивцев, верблюдов, мамонтов, мастодонтов и истребили их. Теория, изложенная Мартином для научной аудитории в 1973 году и в его книге 2005 года «Twilight of the Mammoths: Ice Age Extinctions and the Rewilding of America» вызвала споры спорной и широко обсуждалась в научных кругах. С самого начала Мартин указал на асинхронность вымирания мегафауны в разных местах — особенно в сочетании со временем первого прибытия людей. (См. два изображения справа.) За пять лет до своей смерти Мартин продолжал изучать хронологические данные. Вместе с Дэвидом У. Стедманом и шестью другими авторами он опубликовал в 2005 году статью под названием «Asynchronous Extinction of Late Quaternary Sloths on Continents and Islands».
Первыми критиками гипотезы массового уничтожения были исследователи в области археологии (Луис Лики и Дональд Грейсон) и науки о Земле (Рассел Грэм). В первом случае основное внимание уделялось разногласиям относительно человеческих возможностей и экспансии за пределы Африки. В науках о Земле основное внимание уделялось масштабу, скорости, экологическим последствиям и последствиям для биоразнообразия изменения климата в ледниковые и межледниковые периоды плейстоцена. До появления идеи Мартина об истреблении видов основной версией причин вымираний в позднем плейстоцене в сравнении с продолжающимся вымиранием в голоцене, вызванным деятельностью человека, было изменение климата.
Позднее Мартин разработал дополнительную гипотезу, сосредоточенную на скорости проникновения человека на приграничные территории. Он назвал это «моделью блицкрига», которая, подобно идеям русского климатолога Михаила Ивановича Будыко связывает внезапную гибель крупных популяций млекопитающих на разных континентах и в разное время с появлением людей. Мартин предположил, что по мере миграции людей из Африки и Евразии в Австралию, Америку и на острова Тихого океана, вновь прибывшие быстро истребили крупных животных, эндемичных для каждого континента. Мартин сосредоточил свои исследования в основном на Северной Америке, фауна которой в поздний ледниковый период могла соперничать с фауной современной Африки.
В течение первых нескольких десятилетий научных дебатов по поводу гипотезы массового уничтожения Мартин подвергался серьёзной критике со стороны археологов и палеонтологов, которые утверждали, что люди появились в Америке раньше или что некоторые вымершие животные появились позже, чем предполагала теория массового уничтожения. Мартин утверждал, что подобные заявления являются ошибкой, и указывал на то, что ни одна из приводимых дат не была независимо подтверждена. К 2015 году, через пять лет после смерти Мартина, радиоуглеродные датировки были собраны и уточнены до такой степени, что группа ученых пришла к выводу: «Наши результаты, основанные на анализе радиоуглеродных датировок из Восточной Берингии, прилегающих Соединённых Штатов и Южной Америки, предполагают трансгрессивное сокращение популяций мегафауны с севера на юг, во времени и пространстве, как и предсказывает гипотеза истребления. Это открытие трудно согласовать с другими гипотезами вымирания».
Гипотеза истребления сегодня вызывает гораздо меньше споров. В целом, когда климат упоминается как причинный фактор вымирания мегафауны, он больше не представляется единственной причиной. А в 2012 году авторы статьи, опубликованной в Nature Communications, пришли к выводу: «Вымирание мамонтов не было вызвано какой-то одной причиной, а было длительным процессом под воздействием изменений климата, среды обитания и присутствия человека».
Спустя более чем полвека после первой публикации Мартина гипотезы массового истребления появилась новая серия доказательств в её поддержку. Исследователи, сосредоточившиеся исключительно на генетическом анализе сохранившихся популяций мегафауны, а не на палеонтологических свидетельствах вымершей мегафауны, пришли к выводу: «Неспособность изменение климата оправдать наблюдаемое сокращение мегафауны, особенно за последние 75 000 лет, подразумевает, основным фактором, вызвавшим этот процесс, стало влияние человека».
Ещё одна уникальная серия доказательств, убедительно подтверждающих гипотезу истребления в Северной Америке, была представлена в 2024 году. В журнале Science Advances была опубликована статья, в которой проводился химический анализ черепа 18-месячного ребёнка, обнаруженного в Монтане и датируемого возрастом 12 800 лет. Изотопы углерода и азота, относящиеся как к материнскому молоку, так и к твердой пище, наиболее близко соответствовали тем, которые были обнаружены у мамонтов, лосей и бизонов.